# Eva Sopher
Eva Sopher (Frankfurt am Main, 18 de junho de 1923 – Porto Alegre, 7 de fevereiro de 2018) foi uma empreendedora cultural teuto-brasileira. Tornou-se conhecida por seu trabalho bem-sucedido para a recuperação do Theatro São Pedro, um dos marcos mais importantes da cidade de Porto Alegre, após um longo período de decadência.

## Biografia

### Nascimento e migração para o Brasil
Nascida Eva Margarete Plaut em Frankfurt am Main, Eva teve berço em uma família de origem judaica. Em 1936, aos treze anos de idade, emigra para o Brasil em razão da perseguição nazista.
Ligou-se ao grupo Pro Arte de Theodor Heuberger, no Rio de Janeiro, e depois se fixou em São Paulo, onde estudou arte, desenho e escultura no Instituto Mackenzie. 
Em 1950, ela adquiriu nacionalidade brasileira e, em 1960, transferiu-se para Porto Alegre, já estando casada com Wolfgang Klaus Sopher, também imigrante alemão.

### Vida em Porto Alegre
Em Porto Alegre, Eva reativou o Pro Arte a pedido de Heuberger, organizando concertos, espetáculos de teatro e apresentações de grandes orquestras ao longo de mais de duas décadas. Durante sua atuação, trouxe a cidade artistas como Jean-Pierre Rampal, Pierre Fournier, Narciso Yepes, Mauricio Kagel, o grupo I Musici, a Orquestra de Câmara de Jean François Paillard, Sir John Barbirolli e a Orquestra Hallé, a Orquestra de Câmara de Moscou e a aclamada Orquestra Sinfônica de Israel em 1972, regida pelo renomado maestro Zubin Mehta. Sua casa se tornou um ponto de reunião de intelectuais gaúchos. 

### Direção do Teatro São Pedro
Em 1975 assumiu a direção do Theatro São Pedro, para gerenciar as obras de sua restauração. Durante o processo, foi criada a Fundação Theatro São Pedro, possibilitando a arrecadação de empresas privadas para o desenvolvimento das obras e finalização do projeto. 
Com a criação da fundação, em 18 de março de 1982, Eva foi nomeada presidente da instituição pelo Governador do Estado, posto que iria ocupar até o final de sua vida.
Em 1984, o teatro foi finalmente reaberto, tornando-se uma das casas de espetáculo de melhor estrutura no Brasil, sendo reconhecida por atores que trazem peças do Rio de Janeiro e São Paulo para a capital gaúcha.
Intimamente ligada ao teatro, Eva estava sempre presente em noites de apresentação, recepcionando os espectadores na porta da plateia. Sua atuação também angariou admiração de artistas e demais pessoas ligadas às artes. Não raro, eram dedicadas palavras de carinho a "Dona Eva", ao final dos espetáculos.
Em 1991 há uma tentativa de afastá-la da liderança da instituição, o que mobilizou uma legião de admiradores, comandada pela Cia. de Ópera Seca, de Gerald Thomas, com a atriz Bete Coelho à frente. De mãos dadas, representantes da Cultura formaram uma corrente ao redor do teatro para protestar contra o afastamento.

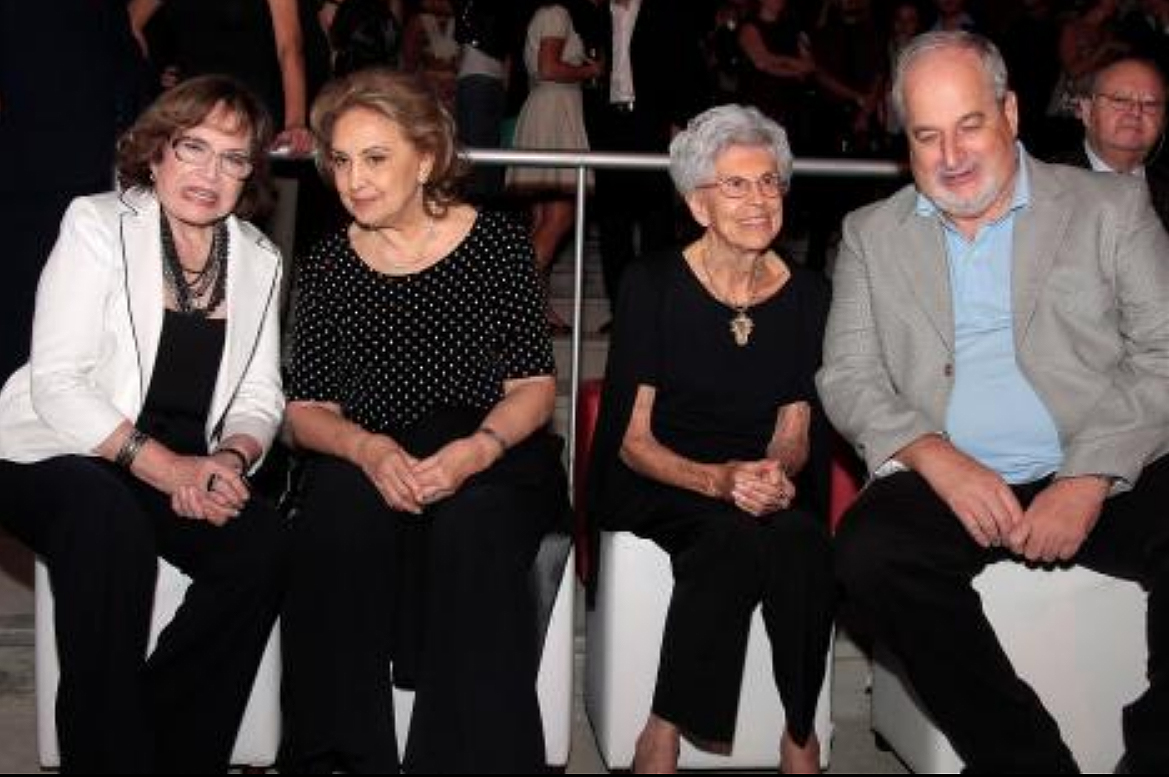
Nathalia Timberg, Eva Wilma, Eva Sopher e o secretário da Cultura Sergius Gonzaga na inauguração da Praça Multipalco do Theatro São Pedro, 2009

Em 2003 são iniciadas as obras do ambicioso projeto Multipalco, um complexo cultural anexo ao teatro com diversas instalações incluindo uma concha acústica, um novo teatro, um teatro-oficina, salas de ensaio, restaurante e estacionamento. A previsão de inauguração seria em 2006, mas as dificuldades de captação de verba e entraves burocráticos atrasaram a obra que em 2018 ainda não estava pronta. Partes do projeto foram inauguradas aos poucos, com o estacionamento, as salas administrativas e de oficinas, o restaurante e a Sala da Música em funcionamento.
Conhecida pela comunidade gaúcha como a "Guardiã do Theatro São Pedro", Eva contou no prefácio do catálogo “Theatro São Pedro: 150 anos – Porto Alegre”, sobre seu amor pela instituição:
“Eu amo o Theatro São Pedro. Amo este espaço cênico. Foi amor à primeira vista, apesar da condição precária em que o vi pela primeira vez, em 1960. Em 1975, quando fui convidada para coordenar sua restauração, primeiramente recusei – estava demasiado envolvida com outros projetos culturais. Mas meu esposo Wolf convenceu-me com o alerta de que eles então certamente demoliriam o São Pedro, assim como haviam feito com o teatro do outro lado da rua. Neste ponto eu aceitei a tarefa de adotar aquele ‘templo secular’ como parte de minha vida.”

### Últimos dias
Em setembro de 2016, Dona Eva é internada após sofrer um acidente vascular cerebral (AVC), deixando-a com a saúde frágil, o que leva ao seu afastamento das atividades da Fundação Teatro São Pedro. 
Em 7 de fevereiro de 2018, Eva é conduzida ao Hospital Moinhos de Vento de Porto Alegre, onde vem a falecer, depois de uma crise respiratória.

### Homenagens e legado

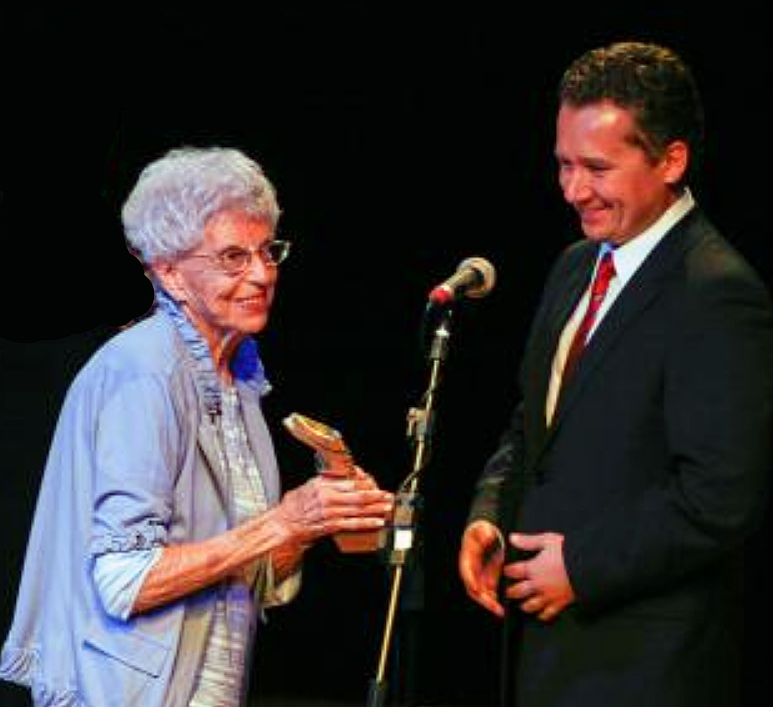
Eva Sopher recebendo o Prêmio Joaquim José Felizardo do Prefeito em Exercício Mauro Zacher, 2012

Elogiada pelo Jornal do Comércio como "uma das mais emblemáticas personalidades da cultura no Rio Grande do Sul", Eva Sopher foi homenageada diversas vezes por seu trabalho cultural, destacando-se o recebimento da Medalha do Mérito Farroupilha, a maior honra concedida pelo Legislativo gaúcho, o prêmio Personalidade Top Ser Humano 2008 da Associação Brasileira de Recursos Humanos, seccional Rio Grande do Sul, uma das premiações mais cobiçadas do país na área de Recursos Humanos, o Diploma Bertha Lutz do Senado do Brasil, que homenageia "mulheres que tenham oferecido contribuição relevante à defesa dos direitos da mulher e questões do gênero", o Prêmio Joaquim Felizardo, da Prefeitura de Porto Alegre, destacando sua carreira como mecenas da cultura, os títulos de Personalidade do Ano de Porto Alegre e Cidadã Honorária do Estado do Rio Grande do Sul, a Ordem do Mérito da República Federal da Alemanha (Primeira Classe), a Ordem das Artes e das Letras da França e o Prêmio Preservação da Memória do Brasil. Também foi patrona do festival Porto Alegre em Cena de 2006.
Em 2015 recebeu a Medalha Goethe (Goethe-Medaille) do Instituto Goethe na Alemanha pelo seu trabalho como presidente do Theatro São Pedro onde, segundo a justificativa do prêmio, "deu uma contribuição fundamental para a paisagem cultural de Porto Alegre com seu engajamento apaixonado pelas artes performáticas", e criou "um local de encontro internacional para artistas de todos os estilos".